# اسپایس (بمب)
اسپایس (به معنی «هوشمند، دقیق، مقرون‌به‌صرفه») یک کیت هدایت جی‌پی‌اس/الکترواپتیکی ساخت اسرائیل است که برای تبدیل بمب‌های غیر هدایت‌شونده قابل پرتاب از هوا به بمب‌های هدایت‌شونده دقیق استفاده می‌شود.
سیستم هدایت مورد استفاده، برگرفته از سامانه‌ای است که در موشک هوابه‌سطح پاپوی استفاده می‌شود. خانواده بمب‌های هدایت‌شونده «اسپایس» محصول شرکت اسرائیلی سیستم‌های دفاعی پیشرفته رافائل هستند. این بمب در سال ۲۰۰۳، در اسکادران‌های اف-۱۶ نیروی هوایی اسرائیل به قابلیت عملیاتی اولیه دست یافت.

## طراحی
بمب هدایت‌شونده «اسپایس» از فناوری‌ای بهره می‌برد که معمولاً در اکثر بمب‌های هدایت الکترونیکی مانند جی‌بی‌یو-۱۵ دیده نمی‌شود. این بمب مزایای هدایت ماهواره‌ای را که به آن اجازه می‌دهد با اهداف استتار شده و پنهان‌شده درگیر شود، برای ارائه گزینه «رها کن و فراموش کن» برای چندین هدف از این دست به‌طور همزمان و عملکرد در همه شرایط آب و هوایی و نوری، و مزایای هدایت الکترواپتیکی مانند توانایی ارائه هدایت «نفر در حلقه» برای دقت بالاتر را با هم ترکیب می‌کند.
این بمب توانایی درگیری با اهداف متحرک، دایره خطای احتمالی پایین‌تر نسبت به مهمات هدایت‌شونده ماهواره‌ای و مستقل از اطلاعات داده خارجی مانند ماهواره‌ها، در یک بمب را دارد - که باعث کاهش تعداد مهمات مورد استفاده و در نتیجه، کاهش بار مفید که باید یک هواپیما برای یک مأموریت ضربتی مشخص حمل کند و افزایش شعاع رزمی و مانورپذیری آن می‌شود.
این قابلیت انتخاب روش‌های هدایت چندگانه به ویژه در میدان نبرد «جنگ اطلاعاتی» مفید است، جایی که یک هواپیما ممکن است به یک هدف سطحی نزدیک شود در حالی که، برای مثال، با دود پوشانده شده است، که در این صورت هدایت ماهواره‌ای مورد نیاز است، یا در حال حرکت باشد، که در این صورت هدایت الکترواپتیکی مورد نیاز خواهد بود.
کیت «اسپایس» می‌تواند تا ۱۰۰ هدف را قبل از پرواز در خود ذخیره کند که در حین پرواز قابل دسترسی و انتخاب هستند.
از آنجایی که این مهمات در مجموع ۱۲ سطح کنترل پرواز در ۳ گروه (جلو، وسط بدنه و دم) دارد، «اسپایس» برد پروازی در حدود ۶۰ کیلومتر دارد. این برد به یک هواپیمای تهاجمی اجازه می‌دهد تا بدون ورود به محدوده تهدید اکثر سیستم‌های پدافند هوایی کوتاه و میان‌برد، بمبی را به سمت هدف رها کند که این امر تا حدودی از آن محافظت می‌نماید. این امر ضمن صرفه‌جویی در هزینه‌های بالاتر مرتبط با مهمات پیشران محقق می‌گردد.

## سابقه عملیاتی
در فوریه ۲۰۱۹، نیروی هوایی هند اعلام کرد که میراژهای ۲۰۰۰ آن با استفاده از مهمات اسپایس ۲۰۰۰، یک اردوگاه آموزشی شبه‌نظامیان جیش محمد را در نزدیکی شهر بالاکوت در استان خیبر پختونخوا در پاکستان هدف قرار داده‌اند.
در جریان بحران اسرائیل و فلسطین در سال ۲۰۲۱، نیروی هوایی اسرائیل از بمب‌های اسپایس علیه برج الشاروق در غزه استفاده کرد. این حمله دو ساختمان مسکونی را ویران ساخت و ۶ غیرنظامی فلسطینی و یک سوری را کشت.
در جریان درگیری اسرائیل و حزب‌الله (۲۰۲۳ تاکنون)، ارتش اسرائیل ساختمانی در حومه بیروت را که گفته می‌شد محل استقرار تأسیسات حزب‌الله است، با خاک یکسان کرد. بمب اسپایس ۲۰۰۰ که در این حمله استفاده شد، لحظاتی قبل از برخورد به ساختمان، توسط بلال حسین (عکاس خبری) در هوا عکس‌برداری شد.

## عملیات
یک بمب غیر هدایت‌شونده مجهز به کیت اسپایس می‌تواند تا ۱۰۰ تصویر از اهداف بالقوه خود را در خود جای دهد.
سپس بمب روی یک هواگرد ضربتی بارگذاری می‌شود. در پایلونی که بمب به آن متصل شده است، یک خط داده بین کابین خلبان هواپیما و بمب وجود دارد.
همزمان با پرواز هواپیما و نزدیک شدن به هدف، افسر سیستم‌های تسلیحاتی (WSO - افسر عقب در هواپیماهایی مانند F-15E Strike Eagle یا F-16I Sufa) یا خلبان (در هواپیماهای تک‌سرنشین) می‌توانند از نمایشگر TV/IR در کابین خلبان برای دیدن تصویری که بمب برای آنها ارسال می‌کند، استفاده کنند. پس از انتخاب یکی از اهداف از پیش برنامه‌ریزی شده یا تغذیه دستی بمب با یک هدف، با تغذیه تصویر یا مختصات جغرافیایی برای هدف‌گیری، بمب آماده رهاسازی در یک مسیر هدایت‌شده است.
به محض اینکه بمب رها شد، شروع به جستجوی هدف خود می‌کند تا آن را یافته و به آن اصابت کند. این کار را می‌توان به چندین روش انجام داد:
اول، برای تطبیق تصویر در شرایط نوری کم، از CCD یا IR استفاده می‌شود، زمانی که بخش هدایت از الگوریتم‌هایی برای تطبیق تصویر هدف در حافظه خود با تصویر ارائه شده توسط جستجوگر استفاده می‌کند و مرکز میدان دید جستجوگر را با تصویر مورد نظر مطابقت می‌دهد، روشی برای هدایت که به DSMAC معروف است.
دوم، اگر جستجوگر CCD\IR به هر دلیلی، مانند موانع بصری، نتواند هدف خود را پیدا کند، بمب می‌تواند به‌طور خودکار به هدایت GPS\INS تغییر حالت دهد. این بدان معناست که بمب تلاش می‌کند تا خود را به ارتفاع هدف در یک موقعیت جغرافیایی مشخص برساند. بمب داده‌های مربوط به مکان «فعلی» خود را از ماهواره‌های GPS یا از یک سیستم ناوبری اینرسی در خود بمب، که از طریق پایلون پیوند داده تغذیه شده است، دریافت می‌کند و مختصات هواپیمای در حال رهاسازی کسری از ثانیه قبل از آن است و بنابراین می‌تواند مختصات خود را از زمان رهاسازی و پس از آن محاسبه کند.
سوم، گزینه هدایت دستی «مرد در حلقه» وجود دارد که در آن افسر ارشد سلاح (WSO) به صفحه نمایش تلویزیونی کابین عقب نگاه می‌کند تا دید جستجوگر را که از طریق یک لینک داده هدایت فرمان فرکانس رادیویی به آنها ارسال می‌شود، ببیند و از دسته کابین عقب برای کنترل بمب به سمت هدف استفاده می‌نماید. با یک افسر ارشد سلاح ماهر که «دست حساس» دارد، این روش هدایت به‌طور بالقوه دقیق‌ترین روشی است که امروزه برای مهمات هوایی استفاده می‌شود و هیچ فاصله خطای قابل اندازه‌گیری ندارد. عیب اصلی آن این است که فقط امکان هدایت یک بمب را در یک زمان فراهم می‌کند.

## انواع
- اسپایس ۱۰۰۰. یک کیت الحاقی برای کلاهک‌هایی ۴۵۰ کیلوگرم (۱۰۰۰) پوند) مانند MK-83، MPR1000، BLU-110، RAP-1000 و دیگران. این سلاح دارای بال‌های قابل استقرار مشابه مهمات تهاجم مستقیم مشترک، JSOW و جی‌بی‌یو-۳۹ است که برد آن را به میزان قابل توجهی به ۱۰۰ کیلومتر افزایش می‌دهد[۱۴] و قابلیت تسهیل ادغام با هواپیماهای جنگنده سبک را دارد.
- اسپایس ۲۰۰۰. یک کیت الحاقی برای کلاهک‌هایی ۹۰۰ کیلوگرم (۲۰۰۰) پوند) مانند MK-84، BLU-109، RAP-2000 و غیره. این بمب‌ها توسط میراژ ۲۰۰۰ نیروی هوایی هند در بالاکوت پاکستان مورد استفاده قرار گرفتند.[۱۵]
- اسپایس ۲۵۰. یک بمب گلاید ۱۱۳ کیلوگرم (۲۴۹ پوند) که به عنوان یک سیستم کامل و نه یک کیت الحاقی طراحی شده است و برد دورایستای ۵۴ مایل دریایی (۱۰۰ کیلومتر؛ ۶۲ مایل) دارد.[۱۶]
- اسپایس ۲۵۰ ای‌آر. این نوع جدید شامل یک موتور میکروتوربوجت با مخزن سوخت داخلی JP-8/10 است تا برد ۱۵۰ کیلومتر (۸۱ مایل دریایی؛ ۹۳ مایل) را ارائه دهد. .[۱۷][۱۸]

## استفاده‌کنندگان
- برزیل[۱۹]
- کلمبیا
- یونان[۲۰][۲۱]
- هند
- اسرائیل
- Singapore
- کره جنوبی

## مشخصات
- کلاهک: ام‌کی۸۳ (۱٬۰۰۰ پوند (۴۵۰ کیلوگرم)) یا مارک ۸۴ (۲٬۰۰۰ پوند (۹۱۰ کیلوگرم))
- دایره خطای احتمالی: ۳ متر.

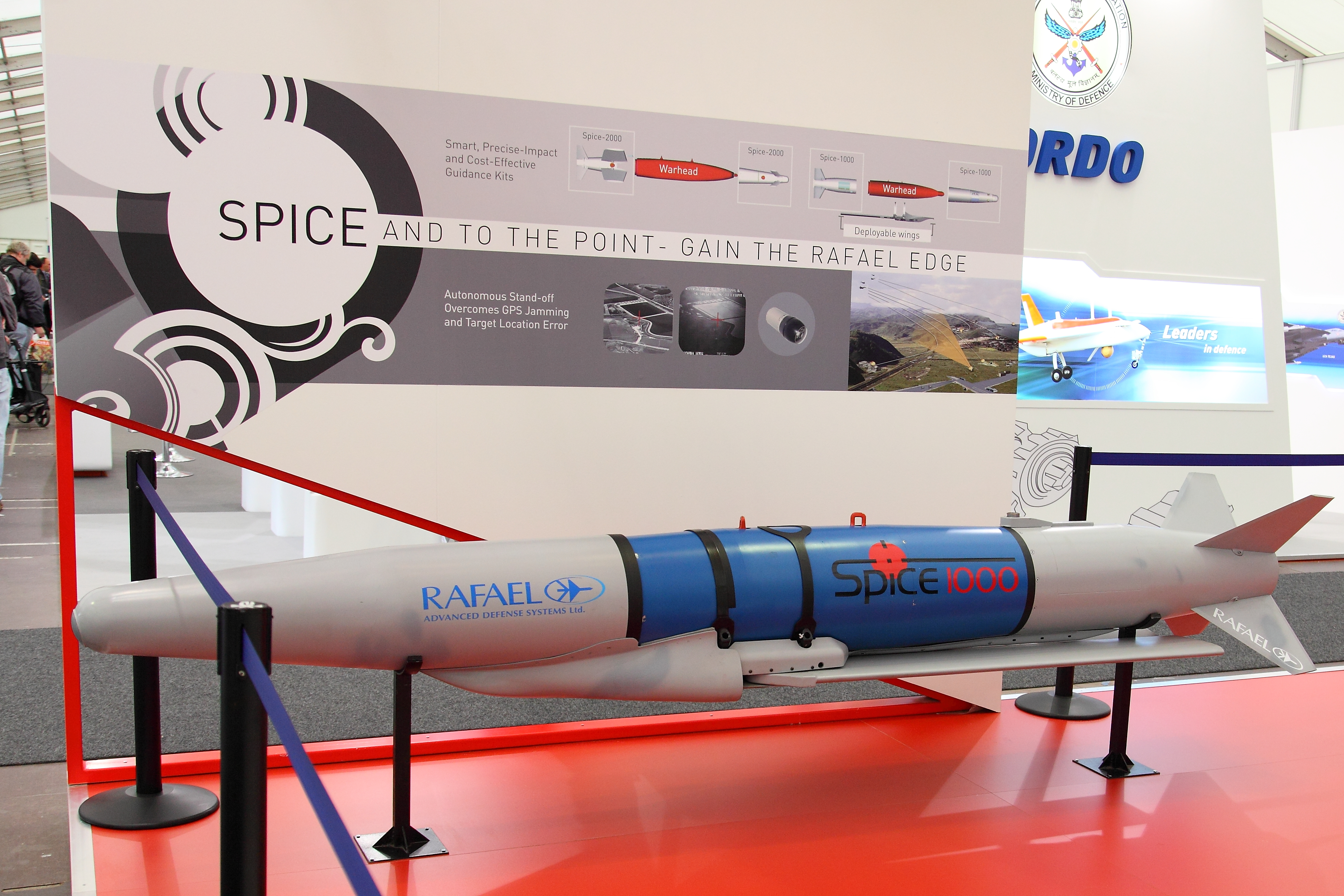
اسپایس-۱۰۰۰

- سیستم هدایت: CCD / سیستم هدایت مادون قرمز با GPS / سیستم ناوبری داخلی
- هواپیماهای حامل: اف-۱۵، اف-۱۶، میراژ ۲۰۰۰، تورنادو، اف‌ای-۵۰، اف-۳۵[۲۲]